# Weissenhofsiedlung

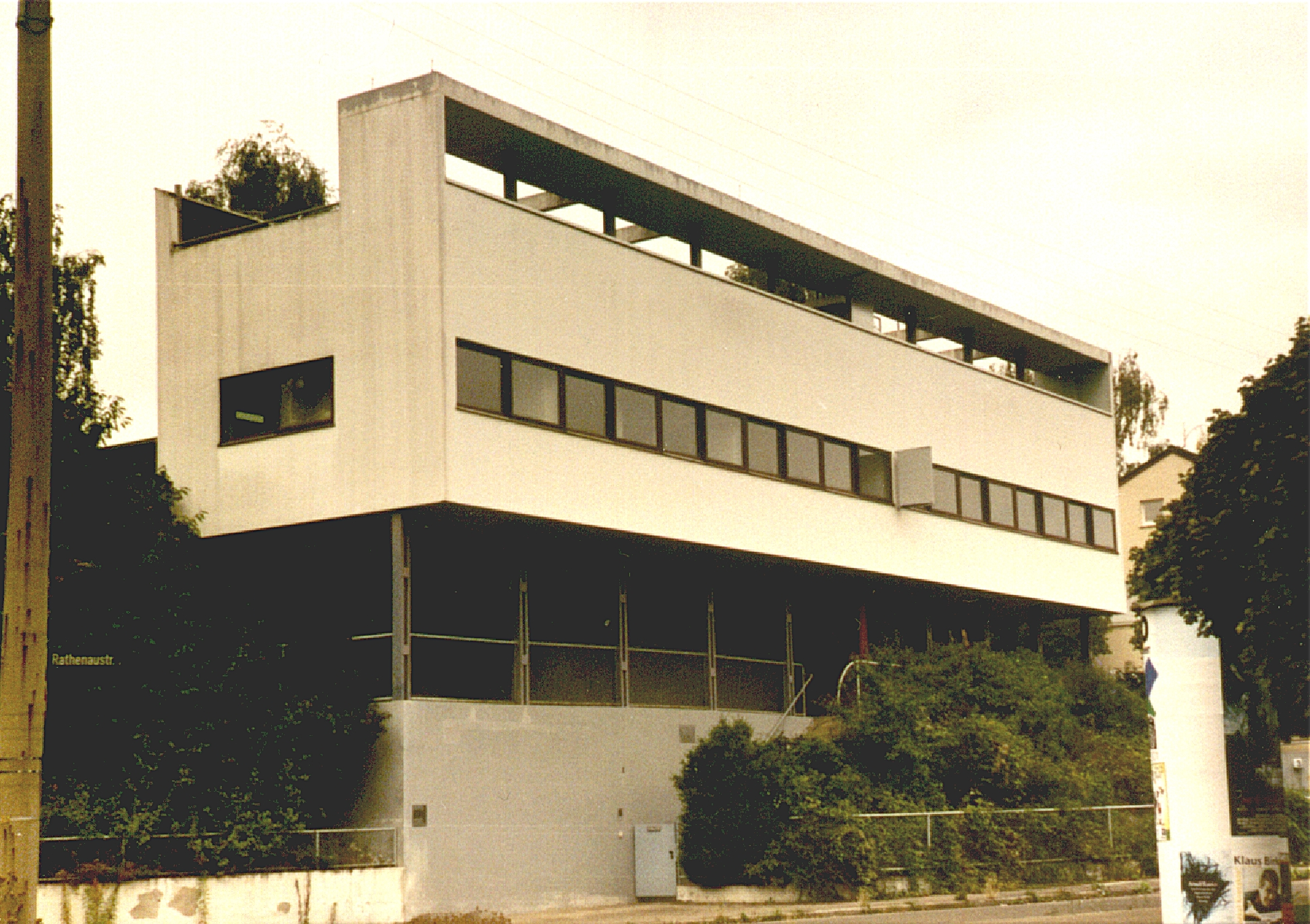
Parhus av Le Corbusier.

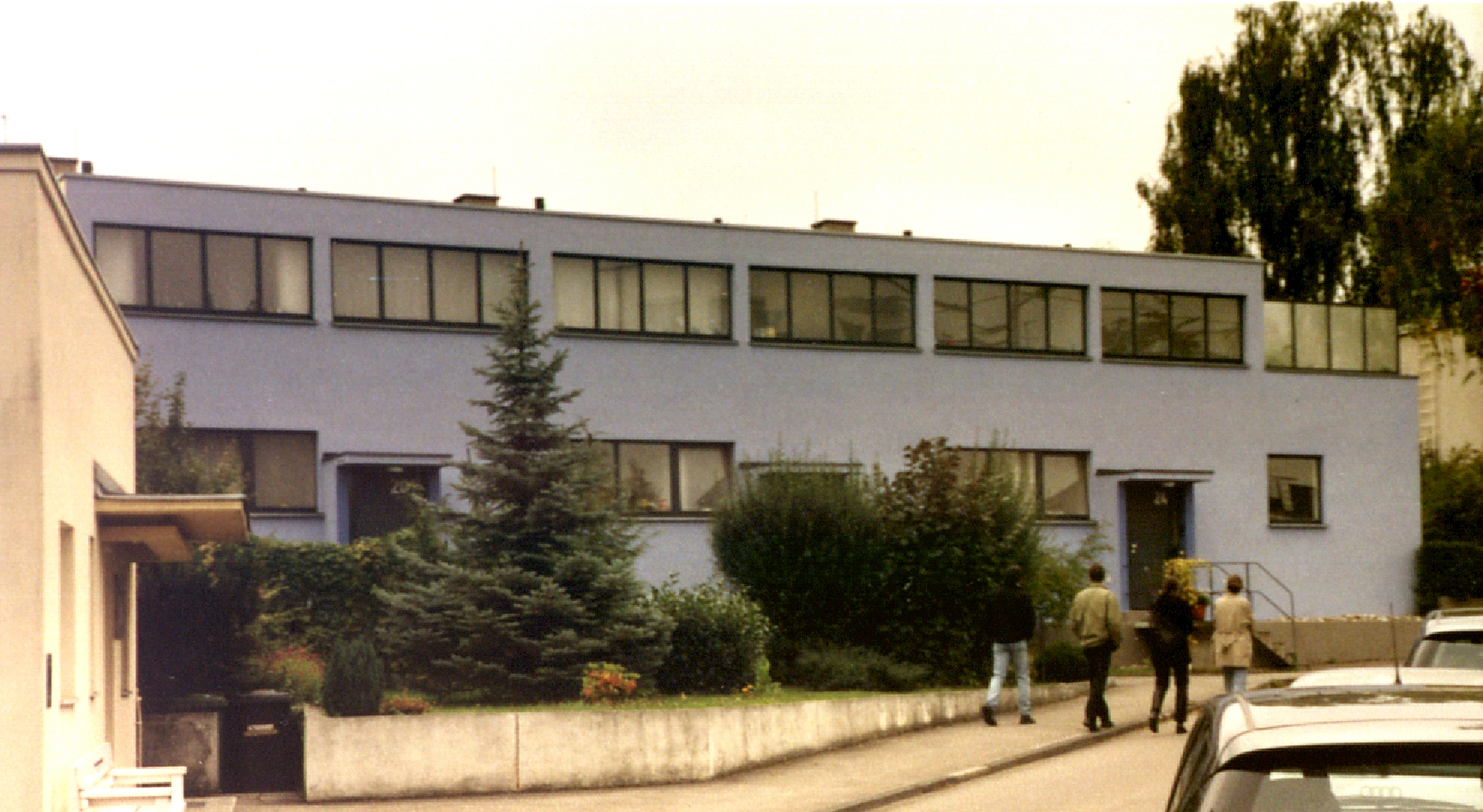
Radhus av Mart Stam.

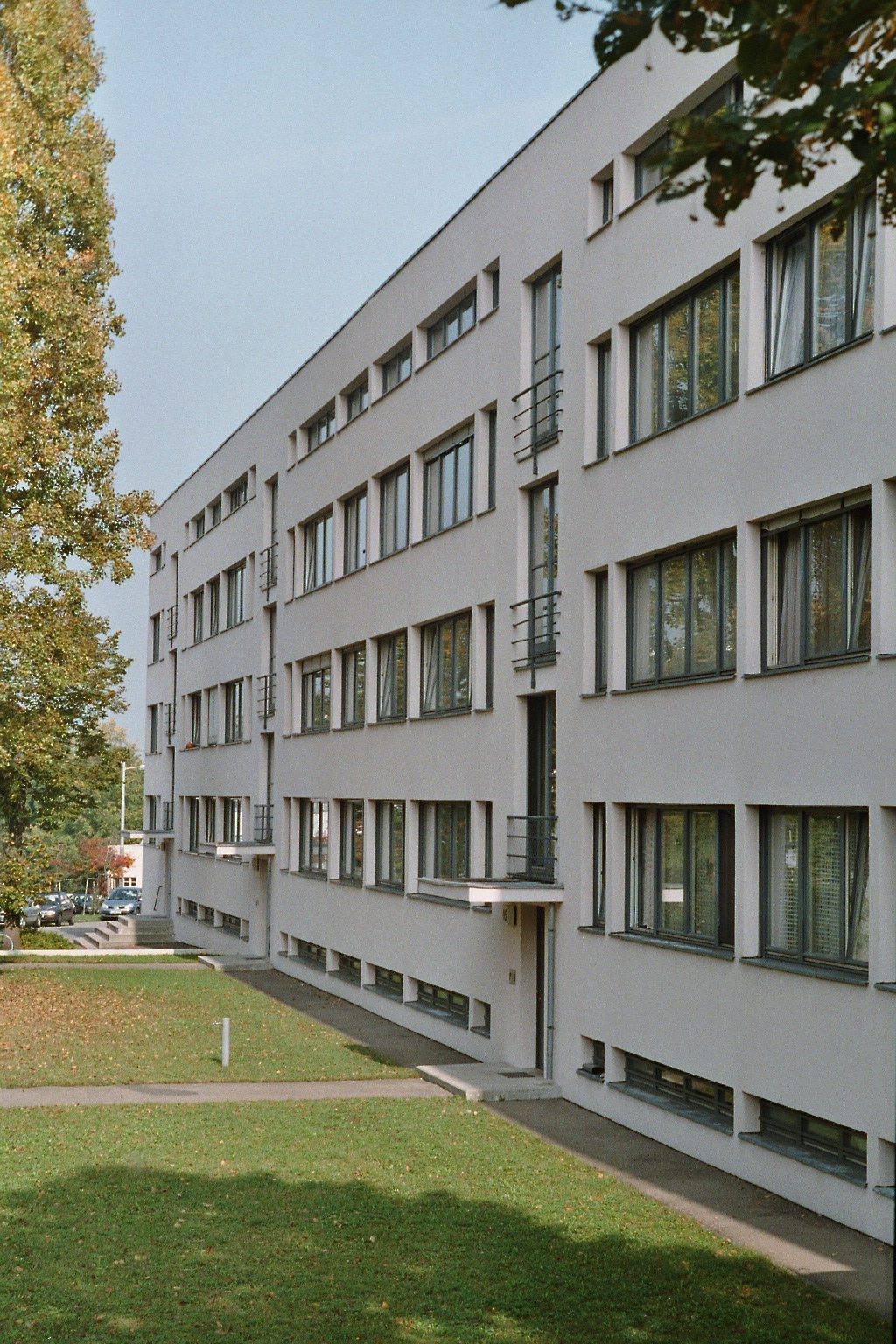
Lägenhetshus av Ludwig Mies van der Rohe.

Weissenhofsiedlung (tyska: Weißenhofsiedlung) är ett område i Stuttgart som ursprungligen bebyggdes 1927 med arbetarbostäder under ledningen av arkitekten Ludwig Mies van der Rohe. Dessa bostäder byggdes under en internationell bomässa och anses vara ett viktigt led i den modernistiska utvecklingen mot den stil som brukar kallas international style. Initiativtagare var Deutscher Werkbund.
Området bestod av totalt 60 bostäder, uppdelade på 21 byggnader av varierande storlek, som ritades av 16 av dåtidens mest inflytelserika arkitekter. Huvudansvaret och helhetsgreppet stod dock Ludwig Mies van der Rohe för.

## Historia
Weissenhofsiedlung skapades som en del av Deutscher Werkbunds utställning "Die Wohnung" som arrangerades i Stuttgart 1927. Byggnaderna i området är relativt unisont utformade med tidstypiska karaktärsdrag såsom vitputsade fasader, takterrasser, fönsterband och öppna planer med bärande strukturer i betong. Hela byggprocessen var banbrytande och visade på vad som komma skulle inom bostadsproduktionen, där prefabricerade byggelement och brukarinflytande var begrepp som mer eller mindre introducerades.
Många av husen skadades svårt under andra världskriget och i dag återstår 11 av de 21 ursprungliga byggnaderna och dessa är sedan 1958 klassade som byggnadsminnen. 
Sedan slutet av 2006 finns ett museum över Weissenhofsiedlung som huserar i ett av Le Corbusiers bidrag till utställningen.

## Medverkande arkitekter
- Peter Behrens
- Victor Bourgeois
- Le Corbusier och Pierre Jeanneret
- Richard Döcker
- Josef Frank
- Walter Gropius
- Ludwig Hilberseimer
- Ludwig Mies van der Rohe
- Jacobus Johannes Pieter Oud
- Hans Poelzig
- Adolf Rading
- Hans Scharoun
- Adolf Gustav Schneck
- Mart Stam
- Bruno Taut
- Max Taut
- Ferdinand Kramer